# Adolf Friedrich von Oppen
Adolf Friedrich von Oppen (* 4. Dezember 1762 auf Alt-Gatersleben; † 27. August 1834 auf Gut Siede, Kreis Soldin) war ein preußischer Generalleutnant und zuletzt Brigadechef im Korps „Tauentzien“.

## Leben

### Herkunft
Adolf von Oppens Eltern waren Georg Wilhelm von Oppen (1731–1771) und dessen Ehefrau Johanna Dorothea, geborene Heyne, verwitwete Ziehmann (1724–1779).

### Militärkarriere
Oppen kam am 8. September 1772 in die Schule des Klosters Berge bei Magdeburg. Er wählte dann eine militärische Karriere und wurde am 4. Oktober 1772 Standartenjunker im Kürassierregiment „von Seelhorst“. Am 9. Juni 1778 wurde er dort Kornett und nahm 1778/79 am Bayerischen Erbfolgekrieg teil. Am 13. November 1785 stieg Oppen zum Sekondeleutnant auf und nahm 1787 auch am Feldzug in Holland teil. Als Premierleutnant kämpfte er während des Ersten Koalitionskriegs bei Valmy sowie den Belagerungen von Verdun, Longwy, Mainz und Laudau. Außerdem nahm er an der Schlacht bei Kaiserslautern sowie den Gefechten von Weißenburg, Oberursel, Hochheim, Meckenheim, Edinghofe und am Schätzel teil.
Am 10. April 1795 wurde Oppen Stabsrittmeister und am 6. Oktober 1797 Rittmeister. Als solcher wurde er am 17. Juli 1798 Kompaniechef im Regiment Garde du Corps sowie am 3. Oktober 1798 Major. Einige Jahre später am 24. Januar 1803 wurde als Kommandeur in das Dragonerregiment Nr. 14 versetzt. Am 5. Januar 1805 erhielt er 1000 Taler als Geschenk vom König. Während des Vierten Koalitionskrieges kämpfte Oppen im Gefecht bei Weimar und geriet bei der Kapitulation von Prenzlau verletzt in Gefangenschaft. Er wurde am 1. Mai 1807 ausgetauscht und erhielt am 17. Juni 1807 mit Patent vom 17. Mai 1807 die Beförderung zum Oberstleutnant. Nach seiner Ankunft in Memel wurde Oppen am 18. Juni 1807 für seine Leistungen bei Weimar mit dem Orden Pour le Mérite ausgezeichnet. Dort konnte er bei einer Kavallerieattacke mit vier halben Eskadronen seines Regiments erfolgreich den Rückzug des Korps „Hohenlohe“ durch das brennende Weimar decken. Er gab dem König bis Sömmerda das Geleit und focht noch bei Nordhausen.
Am 4. Oktober 1808 wurde Oppen zum Kommandeur des Dragoner-Regiments „Königin“ ernannt sowie am 21. November 1808 zusätzlich mit der Führung der Pommerschen Kavallerie beauftragt. Am 20. Mai 1809 wurde er mit Patent vom 24. Mai 1809 Oberst. Am 18. September 1810 folgte seine Ernennung zum Brigadekommandeur. Dann am 12. November 1811 erhielt er seinen Abschied als Generalmajor und dazu eine Pension von 800 Talern. Mit der Niederlage Napoleons in Russland begannen die Befreiungskriege. Wie viele Offiziere wurde auch Oppen wieder zurückgeholt und Bülow erbat ihn sich als Brigadier.
Am 5. März 1813 wurde er Führer der Vorhut des Korps „Bülow“. Während des Feldzuges 1813/14 nahm er am Gefecht bei Zehdenick, Hoyerswerda, Vehlitz (Möckern), Luckau, Wittstock sowie den Schlachten von Großbeeren, Dennewitz und Leipzig teil. Außerdem kämpfte Oppen bei Arnheim und bei Halle.
Nach dem Waffenstillstand wurde er Führer der Reserve-Kavallerie des III. Armeekorps unter Bülow. Es bestand aus 30 Eskadronen, die in drei Brigaden und 2 reitende Batterien gegliedert waren. Am 22. August musste er damit den Rückzug von August von Thümen bei Wittstock decken. Im November führte er Bülows Vorhut nach Holland. Am 23. November 1813 konnte Oppen Doesburg durch Überrumpelung nehmen, wobei ihm Valentini als Generalstabsoffizier zur Seite stand. Bereits am 24. nahm er Zütphen. Ein Angriff auf Arnheim am 25. scheiterte zunächst. Am 30. erschien die Hauptmacht unter Bülow und dieses Mal war der Angriff erfolgreich. Am 14. Dezember setzte er über die Waal und besetzte die Festung Bommel. Dann kam er zum Gefecht bei Waal, besetzte das aufgegebene Fort Crevecoeur und erschien vor Herzogenbusch, welches er auf Bülows Befehl am 19. Dezember erfolglos angriff. Am 13. Januar 1814 konnte er die Franzosen nach Antwerpen zurückdrängen. Oppen rückte danach in Frankreich ein, wo er bei Laon kämpfte. Am 18. Februar 1815 wurde er Brigadechef im Magdeburgischen, aber schon am 20. März 1815 Brigadechef im Korps „Tauentzien“.
Für das Gefecht bei Vehlitz erhielt Oppen das Eiserne Kreuz II. Klasse und am 11. Juni 1813 das Kreuz I. Klasse für Luckau. Am 8. Juni 1813 dazu den russischen Russischen Orden der Heiligen Anna II. Klasse mit Diamanten. Am 21. Oktober 1813 wurde Oppen für Dennewitz mit dem Roten Adlerorden III. Klasse und am 17. November 1813 mit dem Schwertorden ausgezeichnet. Am 6. Januar 1814 erhielt die Beförderung zum Generalleutnant. Da seine Gesundheit gelitten hatte, erhielt Oppen am 16. August 1814 zwei Monate Urlaub, um seine Gesundheit in den Bädern von Bad Pyrmont wiederherzustellen. Am 21. Februar 1816 erhielt er seinen Abschied und dazu eine Pension von 2000 Talern sowie den Roten Adlerorden II. Klasse. Er starb am 27. August 1834 aus seinem Gut Siede. Nach den genealogischen Literatur von Marcelli Janecki war er selbst der letzte Nutznießer des bereits vom Dekan Matthias von Oppen vor 1620 gestifteten Familienfideikommiss für Gatersleben und Nachterstedt.

### Familie
Oppen heiratete am 3. November 1790 in Gatersleben Katharina Wilhelmine von Faggyas (1764–1815). Das Paar hatte folgende Kinder:
- Karl August Rudolf (1792–1872), Major a. D., Herr auf Gatersleben, ab 21. Juni 1833 von Oppen-Schilden[2] ⚭ 1819 Rosalie Friccius von Schilden, geschiedene Schilden-Horst (1786–1864)
- Gustav Adolf (1793–1813), gefallen als Premierleutnant bei Großgörschen
- Karl Georg Friedrich (1795–1876), preußischer Generalmajor ⚭ 1828 Karoline von Pritzelwitz († 1870)
- Klara Adelheid Philippine (* 1797) ⚭ 3. Juli 1817 Friedrich Wilhelm Lebrecht Stubenrauch, Landrat und Herr auf Deetz
- Wilhelmine Agnes (* 1800) ⚭ 10. Juli 1818 Ferdinand von Salisch (1790–1846), preußischer Generalmajor
- Ilse Wilhelmine Philippine Emanuele (1802–1824) ⚭ 1821 (geschieden) Karl von Müllenheim († 1821), Rittmeister
- Franz Georg Hermann Alexander August Konstantin Eugen (1805–1886), Leutnant a. D., Herr auf Politzig (Kreis Meseritz) ⚭ 1832 Marie Louise Elise Palm (1812–1882)
- Georg Alexander Adolf Eberhard (1807–1884), Oberstleutnant a. D. ⚭ 1834 Louise von Pawelsz (1810–1883)

Nach dem Tod seiner ersten Frau heiratete er am 16. Juni 1817 in Aschersleben Anna Sophie Christine von Beyer, verwitwete von Bergen (1770–1820). Am 10. September 1821 heiratete er in Berlin seine dritte Frau Jeannette Wichardine von Rohr (1788–1871). Das Paar hatte folgende Kinder:
- Alexandra Karoline Rosalie Philippine Henriette Klara Johann Luise (1822–1879)

⚭ 1841 Hermann von Bonin († 1857), Major a. D.
⚭ 1859 Hugo Freiherr von Loën (1819–1890)
- Karl (1824–1896), preußischer Generalleutnant

⚭ 1852 Valeska von Drieberg (1833–1862)
⚭ Luise Gabriele Marie Gräfin von Itzenplitz (1839–1901), Tochter von Heinrich Friedrich von Itzenplitz
- Elisabeth Klara Natalie Agnes Emilie Charlotte (1827–1890) ⚭ Adolf von Bonin (1803–1872), preußischer General
- Therese Adolfine Jeannette (1829–1909) ⚭ 1858 Wilhelm Graf Finck von Finckenstein (1815–1876), Deichhauptmann und Herr auf Ziebingen[4]